# Molli Plasmann
Molli Skonning Plasmann (født 22. april 1997) er en kvindelig dansk fodboldspiller, der spiller for Thisted Fc Q. 
Hun startede med at spille fodbold, som femårig i Timring nær Ringkøbing. Derefter gik turen videre til Vildbjerg SF, derfra til Team Viborg, Vejle Boldklub, tilbage til Vildbjerg og i efteråret 2019 skiftede hun til ligaklubben KoldingQ.
I januar 2021 skiftede hun for første gang til udlandet, da hun skrev under med den tyske ligallub SC Sand.
Hun har ligeledes optrådt blot to gange for de danske U/17- og U/19-landshold i 2013 og 2014.